# Super FX
El Super FX es un chip coprocesador utilizado en cartuchos de videojuegos selectos de Super Nintendo (SNES). Este procesador RISC hecho de forma personalizada fue típicamente programado para actuar como un chip acelerador de gráficos que dibujaría polígonos a un framebuffer en la memoria RAM que se puso junto a él. Para los juegos, los datos de este framebuffer se transfieren periódicamente a la memoria de vídeo principal dentro de la consola usando DMA con el fin de aparecer en la pantalla de televisión.

## Descripción
El chip Super FX fue originalmente llamado chip MARIO (Mathematical, Argonaut, Rotation & I/O) y fue diseñado por Argonaut Games, que también codesarrollaron (con Nintendo) el shooter con scroll espacial 3D Star Fox para demostrar las nuevas capacidades de renderización de polígonos que el chip trajo a la SNES. Comparado con los gráficos de juegos 3D modernos, los gráficos parecen muy simples. Aunque Star Fox es capaz de renderizar polígonos, el número de polígonos era de cientos frente a los millones en los juegos actuales. Star Fox utiliza el escalado de bitmaps para los láseres, asteroides y otros obstáculos, pero otros objetos como las naves fueron renderizados con polígonos.
Además de renderizar polígonos, el chip también se utilizó para ayudar a la SNES en la renderización de efectos 2D avanzados. Super Mario World 2: Yoshi's Island lo usó para efectos gráficos avanzados como escalado y estiramiento de sprites, los enormes sprites que permitían a los jefes finales ocupar toda la pantalla, y múltiples capas de paralaje en primer plano y de fondo para dar una mayor ilusión de profundidad.
La primera versión del chip, comúnmente llamada el Super FX (sin número), es sincronizada con una señal de 21 MHz, pero un divisor de la velocidad de reloj interno lo dividía a la mitad (a 10,5 MHz). Más tarde, el diseño fue revisado para convertirse en el Super FX GSU-2; esta, a diferencia de la primera revisión del chip Super FX, pudo llegar a 21 MHz.
Todas las versiones del chip Super FX son funcionalmente compatibles en términos de su conjunto de instrucciones. Las diferencias surgen en la forma en que han sido embalados, sus pins de salida, y su velocidad de reloj interna. Como resultado de cambiar el paquete cuando se creó el GSU-2, más pins externos estaban disponibles y asignados para direccionamiento - como resultado, una mayor cantidad de memoria ROM o RAM externa podía ser accedida.
Los cartuchos de juegos que contienen un chip Super FX tienen más contactos en la parte inferior del cartucho que se conectan a las ranuras extra en el puerto del cartucho que no se utiliza normalmente. Los adaptadores de cartuchos como dispositivos de trucos realizados antes del lanzamiento de juegos de Super FX, como el Game Genie, no tienen una conexión con estas ranuras no utilizadas anteriormente. Es decir, los juegos de Super FX no pueden ser conectados a estos dispositivos.
Debido a mayores costes de fabricación, los juegos que incluyen hardware adicional, como chips Super FX, se vendían al por menor a un mayor precio recomendado de venta al público que la mayoría de los juegos de SNES.
La tecnología detrás del chip SuperFX más tarde se convertiría en el microprocesador embebido ARC.

## Juegos que usaron el chip Super FX
- Dirt Trax FX[1]
- Star Fox (EE. UU./Japón) / Star Wing (Europa)
- Stunt Race FX (EE. UU./Europa) / Wild Trax (Japón)
- Vortex[2]
- Dirt Racer SFX Elite

## Juegos que usaron el chip Super FX 2
- Doom
- Super Mario World 2: Yoshi's Island
- Winter Gold

## Juegos cancelados/no lanzados
- Comanche
- Elite
- Powerslide (puede haberse convertido en Winter Gold)
- FX Fighter
- Star Fox 2 (elementos usados en Star Fox 64 y Star Fox Command; después relanzado en 2017 en SNES Classic Mini)
- Transformers (un juego original diseñado por Takara. No se convirtió en Vortex)